# یواس‌اس بنر (دی‌یی-۵۵۱)
یواس‌اس بنر (دی‌یی-۵۵۱) (به انگلیسی: USS Benner (DE-551)) یک کشتی بود که طول آن ۳۰۶ فوت (۹۳ متر) بود.